# Ashleigh Murray
Ashleigh Murray (Kansas City, 18 januari 1988) is een Amerikaans actrice en zangeres. Ze is vooral bekend van haar personage Josie McCoy in de dramaserie Riverdale.
Murray begon haar acteercarrière in 2016 als hoofdrolspeelster in Riverdale, wat uitgezonden werd sinds 2017. Ze werd ook geboekt voor de hoofdrol van de spin-off van de serie, Katy Keene waarvan de opnames in 2019 zijn gestart en uitzending is gepland in 2020. Ze vertolkte de hoofdrol in de Netflix langspeelfilm "Deidra & Laney Rob a Train" uit 2017. In 2017 werd bekend dat Murray de rol van Loryn zal spelen in de MGM-remake als musical van de langspeelfilm Valley Girl uit 1983.
- Library of Congress Control Number: no2017114100
- MusicBrainz: b8bc6ada-4938-40d5-bc86-255ce987113d
- Virtual International Authority File: 183150468346604171900
- WorldCat: E39PBJdmpCKDwxjP7DYrPfBHG3